# Conducător
A conducător (románul vezető, ejtsd: kondukötor) címet hivatalosan Románia két vezetője, valamint korábban II. Károly román király használta.
A szó a latin a conduco (összegyűjt, egyesít) igéből származik, tehát ugyanazon szóból (duco = vezet, visz) ered, mint a rómaiaknál a dux, az olaszoknál a duce, az angol duke kifejezés vagy a velencei és genovai dózse. Jelentése a náci Németország Führeréhez és Francisco Franco Spanyolországának caudillojához hasonlítható.
Legelőször II. Károly román király egyik címe volt a Nemzeti Újjászületési Front utolsó éveiben, és utána Ion Antonescu marsall is felvette, amikor 1940. szeptember 14-e után diktátori hatalmat szerzett. Antonescu Románia miniszterelnöke, az államfő pedig I. Mihály király volt, de a valós hatalmat Antonescu birtokolta. Adrian Cioroianu történész szerint Antonescu a cím használatával a Németországgal való kapcsolatot akarta hangsúlyozni, majd a Vasgárda bukása után saját személyes rezsimjét.
A címet Románia kommunista elnöke, Nicolae Ceaușescu élesztette újjá 1968 után, amikor a Román Kommunista Párt taglétszáma nőtt, de jelentősége csökkent Ceaușescu személyi kultuszával szemben. Emellett ritkábban használatban volt a cârmaci (kormányos) szó is.

## Fordítás
Ez a szócikk részben vagy egészben  a   Conducător című angol Wikipédia-szócikk fordításán alapul.  Az eredeti cikk szerkesztőit annak laptörténete sorolja fel. Ez a jelzés csupán a megfogalmazás eredetét és a szerzői jogokat jelzi, nem szolgál a cikkben szereplő információk forrásmegjelöléseként.